# Salonsaari (ö i Päijänne-Tavastland, Lahtis, lat 61,52, long 25,88)
Salonsaari är en ö i Finland. Den ligger i sjön Joutsjärvi och i kommunen Sysmä i den ekonomiska regionen  Lahtis ekonomiska region  och landskapet Päijänne-Tavastland, i den södra delen av landet, 160 km norr om huvudstaden Helsingfors. Öns area är 47,8 hektar och dess största längd är 1,4 kilometer i nord-sydlig riktning.